# Semidalis unicornis
Semidalis unicornis är en insektsart som beskrevs av Meinander 1972. Semidalis unicornis ingår i släktet Semidalis och familjen vaxsländor. Inga underarter finns listade i Catalogue of Life.